# Девять Сестёр
Девять сестёр (англ. Nine Sisters или The Morros) — цепь из девяти вулканических пиков — некков, вытянувшихся почти по прямой в округе Сан-Луис-Обиспо, штат Калифорния, США. Привлекают внимание многочисленных фотографов и скалолазов. Имея возраст 20—25 миллионов лет, представляют интерес для геологов. Являются местом обитания многочисленных растений, птиц и животных. Две из девяти вершин находятся на территории парка штата Морро-Бей.

## Вершины
С запада на восток (на фото слева направо)
1. Морро — 177 метров. Считается самой известной из Сестёр[4], священное место индейцев салинан[англ.] и чумаши[5], подъём на скалу запрещён (за редкими исключениями)[6].
2. Блэк-Хилл[англ.] — 202 метра. На холме высажена роща сосны лучистой, которая в настоящее время погибает от антракноза.
3. Серро-Кабрильо[англ.] — 279 метров. Названа в честь конкистадора Хуана Кабрильо.
4. Холлистер-Пик[англ.] — 430 метров. Находится в частном владении, но несколько дней в году открыт для публики, в том числе и потому, что холм является священным для индейцев чумаши.
5. Серро-Ромаульдо[англ.] — 400 метров. В первой половине XIX века находилась в собственности человека из племени чумаши, в середине XIX века была продана евроамериканцу Джону Уилсону[7], позднее отошла штату Калифорния. На холме расположен тренировочный лагерь Национальной гвардии Калифорнии[8]. В 1890-х годах камни Серро-Ромаульдо использовались для постройки Южно-тихоокеанской железной дороги.
6. Чумаш-Пик[англ.] — 386 метров. Поменял своё название на нынешнее в 1964 году в знак уважения к индейцам чумаши, живущим в этом регионе уже много тысячелетий. Подъём на холм запрещён[9].
7. Бишоп-Пик[англ.] — 472 метра (относительная высота — 331 метр). Самая высокая из Сестёр[2]. Название получила в связи со схожестью формой с митрой[1] (дословно Бишоп-Пик переводится как «Пик епископа»). Ранее камни холма добывались для строительных нужд, но с 1977 года холм и его окрестности (1,4 км²) объявлены заповедником.
8. Серро-Сан-Луис-Обиспо[англ.] — 394 метра. В начале XX века на холме жил бывший военный, который высадил здесь лимонные и апельсиновые сады. В середине XX века это ранчо выкупил бизнесмен по имени Алекс Мадонна, который построил у подножия холма гостиницу своего имени[англ.][10]. Холм находится в частном владении, но в 1996 году власти города Сан-Луис-Обиспо выкупили 0,3 км² у его подножия для отдыха там всех желающих[11].
9. Ислей-Хилл[англ.] — 239+ метров.